# 야나세역
야나세역(일본어: 梁瀬駅, やなせえき)은 일본 효고현 아사고시에 있는 서일본 여객철도의 철도역이다.
산인 본선 효고현 구간의 가장 동쪽에 있는 역으로, 야나세 역과 가미야쿠노 역 사이에 교토부와 효고 현의 경계가 있다.

## 역 구조
섬식 1면 2선 구조의 지상역으로, 교행 시설이 갖추어져 있다. 후쿠치야마역이 관리하는 간이 위탁역이다. 역사는 선로 동쪽에 있으며, 승강장과는 구름다리로 연결되어 있다.

### 승강장
| 1 | ■ 산인 본선 | 상행 | 후쿠치야마 · 교토 · 오사카 방면 |
| 2 | ■ 산인 본선 | 하행 | 와다야마 · 도요오카 방면        |

## 역세권 정보
- 국도 제9호선

## 역사
- 1911년 10월 25일 - 일본국유철도 반탄 선의 후쿠치야마 ~ 와다야마 간 지선의 개통과 동시에 개업.
- 1987년 4월 1일 - 민영화에 따라 서일본 여객철도의 소속이 되었다.

## 인접역
| 서일본 여객철도 산인 본선 | 서일본 여객철도 산인 본선 | 서일본 여객철도 산인 본선           |
| ------------------------- | ------------------------- | ----------------------------------- |
| 시모야쿠노 교토 방면      | ■ 산인 본선               | 와다야마 기노사키온센·하마사카 방면 |